# Lilo Weinsheimer
Lieselotte Weinsheimer (* 13. April 1919 in Wiesbaden; † 22. Dezember 1992 in Bremen) war eine deutsche Journalistin.

## Biografie
Weinsheimer war die Tochter des Pfarrers Heinrich Weinsheimer und seiner Frau Gertrud. Aufgewachsen ist sie in Elberfeld. Nach ihrem Abitur machte sie in Essen eine Ausbildung als Schauspielerin und war dann von 1947 bis 1949 in Witten in den Ruhr-Kammerspielen engagiert. 1950 heiratete sie den  Schauspieler und  Theaterregisseur Walter Jokisch und 1960 trennten sie sich wieder. Als ihr Mann ein Engagement in Bremen erhielt, wechselte sie in Bremen ihren Beruf und wurde Redakteurin beim Weser-Kurier. Sie schrieb auch für die Bremer Nachrichten und Kommentare zur Kulturpolitik für Radio Bremen. Ungefähr 1970 machte sie sich selbstständig und arbeitete bis zu ihrem Tod als Bremen-Korrespondentin für die linksliberale Frankfurter Rundschau und einige andere große Tageszeitungen wie etwa die Stuttgarter Zeitung oder den Kölner Stadtanzeiger. Außerdem schrieb sie schon seit ihrer Zeit beim Weser-Kurier regelmäßig für die Wochenzeitung Die Zeit. Beachtete Artikel waren die zum Nationalsozialismus, so die Berichte über den SS-Obersturmführer Fritz Hildebrand in einem Judenmordprozess in Bremen. Auch ihre Sozialreportagen fanden große Beachtung. Sie galt als "genaue, unbequeme, nicht immer geliebte, stets aber geachtete Berichterstatterin", so die Stuttgarter Zeitung 1992 in einem Nachruf. (Stuttgarter Zeitung, 24. Dezember 1992)
1953 wurde sie zu einem Studienaufenthalt in die USA eingeladen. Sie war im Club berufstätiger Frauen in Bremen Vizepräsidentin. 1971 gründete sie mit sieben weiteren Kollegen den Bremer Presse-Club. 